# تمرد البحرية الإسبانية العسكري 1936
تمرد البحرية الإسبانية العسكري 1936 هي عملية حاولت بها البحرية الإسبانية الانضمام إلى تمرد الجيش في يوليو 1936. ثم كيف تمرد معظم الطواقم ضد الضباط الذين تقريبا كلهم يفضلون «التمرد»، وبالتالي منعت بحرية الجمهورية الإسبانية من وقوعها بيد الجانب المتمرد، بالرغم من أنهم تمكنوا من الاستيلاء على القاعدة البحرية الرئيسية وقاعدة فيرول وقاعدة قادس، مما سمح لها بالاعتماد على السفن الموجودة هناك، وهو أسطول صغير يتكون من السفينة حربية إسبانيا [الإنجليزية] والطراد ألميرانتي سيرفيرا والمدمرة فيلاسكو والتي في الأشهر التالية تم إضافة طرادين حديثين اللتين تم بناؤهما في أحواض بناء السفن فيرول هما طراد كناريا والطراد بليار. كانت هذه بداية الحرب الأهلية الإسبانية في البحر.

## المؤامرة

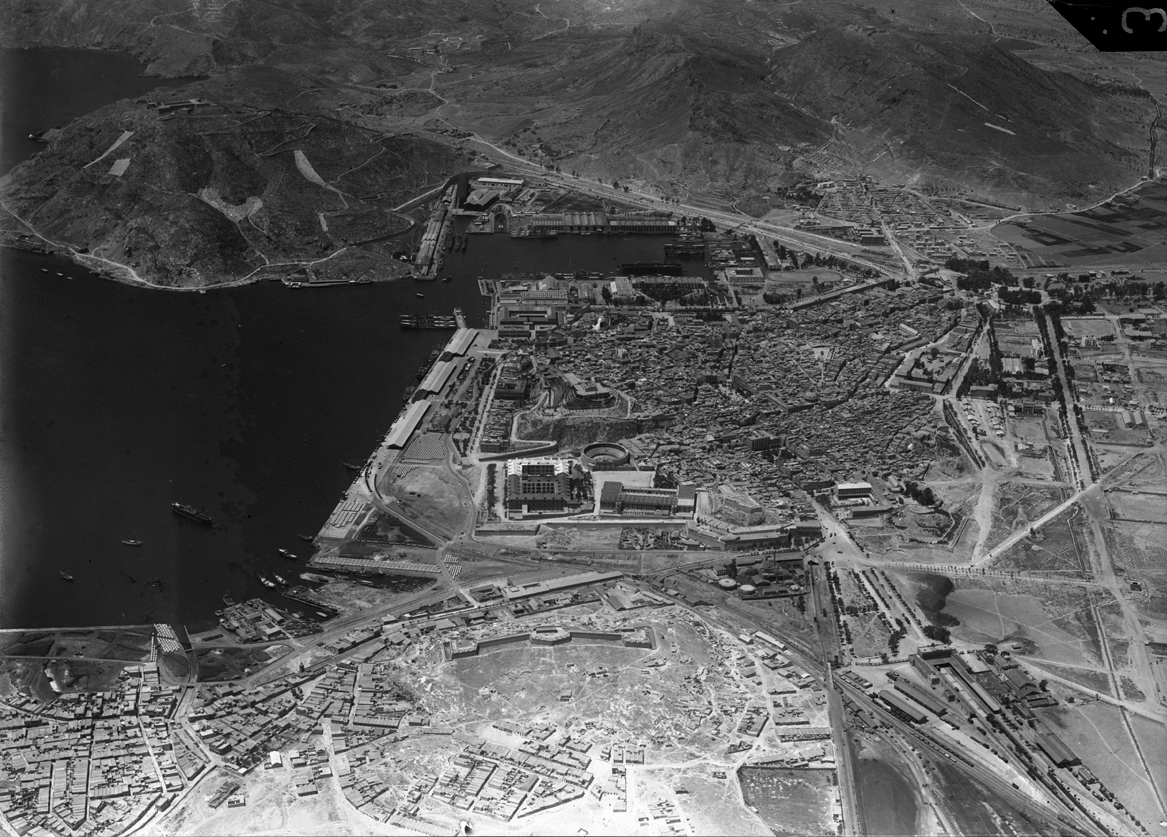
صورة جوية لقرطاجنة، بما فيها القاعدة البحرية، التقطت في 18 يونيو 1936، قبل شهر من بدء الحرب الأهلية.

لم تكن مؤامرة الانقلاب في البحرية متطورة كما هو الحال في الجيش، إلا أنها على عكس الجيش فلم يكن هناك انقسام بين مؤيد ومعارض الجمهورية في فيلق البحرية العام، ولكن عمليا كان جميع القيادات والضباط معاديين (أو غير مبالين) بالنظام الجمهوري، كما أظهروا بالفعل في بعض المناسبات.
جرت أول اتصالات بين متآمري الجيش مع ضباط الفيلق البحرية الإسبانية في مارس 1936. شارك الأخوان فرنسيسكو مورينو فرنانديز قبطان سفينة، وأخيه القبطان سلفادور مورينو فرنانديز قبطان فرقاطة، اللذان طلب منهما المتآمرون في الجيش أن تظل البحرية محايدة عند حدوث الانقلاب والسماح لقافلة القوات بالمرور من محمية المغرب الإسبانية إلى شبه الجزيرة. وعندما تولى الجنرال مولا قيادة المؤامرة في أبريل، سعى لتعاون البحرية «في النقاط المناسبة»، والتي حددها في تعليمات للضباط المتآمرين في 20 يونيو. حيث حددت مهمة البحرية في نطاق القواعد البحرية لفيرول وقادس، ومراقبة الساحل الشمالي وخاصة أستورياس (بما في ذلك قصف حوض التعدين)، والتعاون في الانتفاضة في المغرب. ثم اتصل مولا مع البحرية مرة أخرى عن طريق الإخوة مورينو، حيث أوصلاه إلى رئيس قاعدة فيرول مانويل فييرنا والأدميرال الثاني رويز أتوري نائب رئيس قاعدة قادس، والكابتن كورفيت مانويل سونيكو قائد الزورق داتو أقوى سفينة تابعة للقوات البحرية في المحمية المغربية، والذي كان على اتصال مع جنرال خوان ياغوي. ومن ناحية أخرى في قاعدة كارتاخينا، كان القادة موالين للحكومة ولكن تمكن مولا من الاتصال مع القادة ذوي الرتب الأقل من القادة (من بينهم قائد المدمرة ألميرانتي فيرانديز الكابتن مارسيلينو جالان أرابال؛ وقائد المدمرة سانشيز باركيزتيغي الكابتن فرناندو باستاريش، وقائد غواصة سي 2 الكابتن كورفيت غارسيا دي لا ماتا).
خلال المناورات التي قامت بها البحرية في مياه جزر الكناري، قدم الجنرال فرانكو القائد العسكري للأرخبيل في ذلك الوقت استقبالًا لقباطنة وضباط السفن. وقام ضباط الصف بالأسطول والسلطات المدنية في سانتا كروز دي تينيريف حيث كان حفل الاستقبال بإبلاغ الحكومة بما جرى. كما أبلغ ضباط الصف الحكومة أيضا بأن ضباط فيلق البحرية العامة ومن خلال مكالماتهم في مليلية وسبتة قد التقوا برؤساء الفيلق والعقيدين ياغوي وسولان. وتم إبلاغ الحكومة أيضًا بخطط ثورة قاعدة قادس. في بعض السفن خاصة في الطرادات الحربية Libertad و Miguel de Cervantes و Almirante Cervera والبارجة España. فشكل أعضاء في الخدمات المساعدة (مثل العاملين في الراديو تلغراف) وضباط الصف والبحارة بتشكيل لجان لرصد النشاط المشبوه لضباط البحرية. وقد حافظت هذه اللجان في بعض الحالات على روابط مع الاتحاد الجمهوري ضد الفاشية (UMRA).
بمجرد معرفة مقتل الزعيم اليميني المناهض للجمهورية خوسيه كالفو سوتيلو صباح يوم الاثنين 13 يوليو، أمر وزير البحرية خوسيه غيرال بوقف سلسلة من الضباط المتهمون بالمشاركة في المؤامرة، وفي اليوم التالي أرسل رسالة إلى رؤساء القواعد البحرية لاتخاذ «الاحتياطات لمنع المتطرفين من أي نوع كان من بث دعاية شخصية تحت قيادتهم». وفي يوم الأربعاء 15 يوليو أمر المدمرات ألميرانتي فرنانديز إلى برشلونة، وشروكا في اتجاه قادس، وليبانتو في اتجاه ألمرية، لدعم الحفاظ على النظام في هذه الأماكن إذا كانت هناك اضطرابات عسكرية أو عمالية.

## اندلاع التمرد

### انتفاضة الأسطول

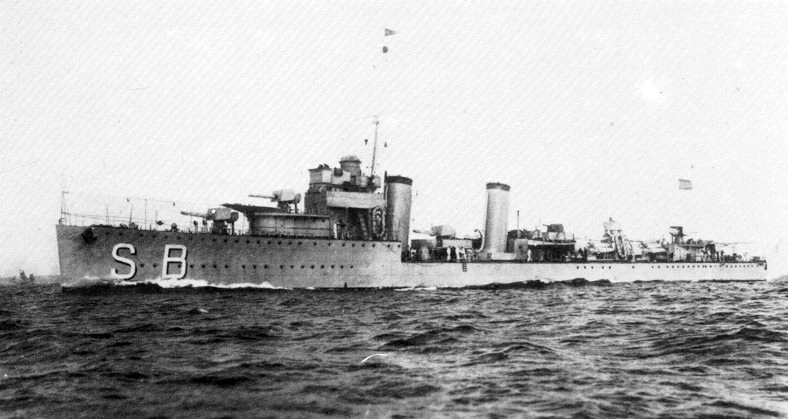
المدمرة سانشيز بارتشيزتيغوي.

بعد ظهر يوم الجمعة 17 يوليو، وردت أولى الأنباء عن اندلاع انتفاضة عسكرية في المغرب من محطة الإبراق الراديوي بهيئة الأركان العامة للبحرية في مدريد. كان الضابط الثالث في فيلق مساعدي الإبراق الراديوي الذي كان في الخدمة في المصنع في ذلك الوقت هو بنجامين بالبوا لوبيز، المنتسب إلى UMRA والذي كان دائما يشجب الأنشطة «الفئوية» لقيادات وضباط فيلق البحرية العام، مما أدى اعتقاله. وفي الساعات الأولى من يوم السبت 18 يوليو، أرسل الجنرال فرانكو برقية تهنئة إلى مليلية على نجاح الانتفاضة، والتي تم نقلها أيضًا إلى القواعد البحرية، ومنها كارتاخينا. تم إرسال رسالة فرانكو إلى مدريد مع تعليمات «بالاهتمام بالحاميات». أبلغ بالبوا مباشرة مساعد الوزير جيرال القبطان بيدرو برادو منديزابال متخطيا سلسلة القيادة في هيئة الأركان العامة للبحرية، بسبب تشككه بتورطها في المؤامرة، بمن فيهم رئيسه نائب الأميرال خافيير سالاس. وعندما تلقى أمرًا من رئيس محطة التلغراف لإبلاغ رسالة فرانكو إلى الحاميات، رفض بالبوا أن يطيعه واعتقله. فاتصل بالبوا مباشرة بجميع سفن البحرية ومشغلي الإبراق اللاسلكي الذين يعرفهم بشكل شخصي، وأخبرهم أن ضباطهم قد يكونون على وشك التمرد على الحكومة ووضعوا شيفرة بينهم للتواصل إذا حدث هذا الأمر.
وفي صباح يوم السبت 18 يوليو أمر وزير البحرية خوسيه غيرال جميع سفن الأسطول بالتوجه نحو منطقة مضيق جبل طارق حتى يتمكنوا من مهاجمة مواقع المتمردين في المغرب ومنع أي محاولة لمرور أو نقل القوات المتمردة إلى شبه الجزيرة. ومع ذلك قرر قادة المدمرتين ألميرانتي فالديز وسانشيز باركيزتيغي بعد إطلاق النار على سبتة أن يدخلوا مليلية، التي من المفترض أنها في صف المتمردين، أما المدمرة شوروكا والزورق داتو فهما لم تنفذا أمر قصف سبتة فقط، لكنهم قاموا بنقل القوات من هناك إلى قادس.
وكذلك طُلِب من البارجة خايمي الأول والطرادات ليبرتاد وميغيل دي سرفانتس الإبحار إلى مضيق جبل طارق. وكانت تلك السفن موجودة في قاعدة فيرول البحرية في فترة ما بعد ظهر يوم 17 يوليو، عندما تلقى عمال اللاسلكي في تلك السفن إخطارات بالبوا اللاسلكية من مدريد حول التمرد المحتمل لضباطهم وعلموا أيضًا بتمرد أطقم المدمرات ألميرانتي وفالديس وسانشيز باركيزتيغي وشوروكا. في يوم الأحد 19 يوليو أمرت السفينة ليبرتاد التي كانت موجودة بالفعل في منطقة المضيق بإطلاق النار على قادس، لكن ضباطها لم يطيعوا الأوامر وتمردوا آخذين السفينة باتجاه طنجة. عندما علم طاقم الطراد ميغيل دي سرفانتس ماحدث في ليبرتاد، تمردوا عندما كانت السفينة في لشبونة وقاد السفينة عريف من البحارة نحو طنجة، فوصلت يوم الاثنين 20 يوليو. أما طاقم خايمي الأول المتوقفة في فيغو لتعبئة الفحم، فقد تمرد في ظهر يوم الثلاثاء 21 يوليو. وخلافًا لما حدث في السفينتين الأخرتين، فقد كان هناك قتال بين الضباط والبحارة الذين تمكنوا من أخذ السفينة. قُتل ضابطان وألقيا في البحر وفقًا للبرقية التي أُرسلت إلى مدريد، وقد أبحرت البارجة خايمي الأول تجاه طنجة فوصل في نفس اليوم.

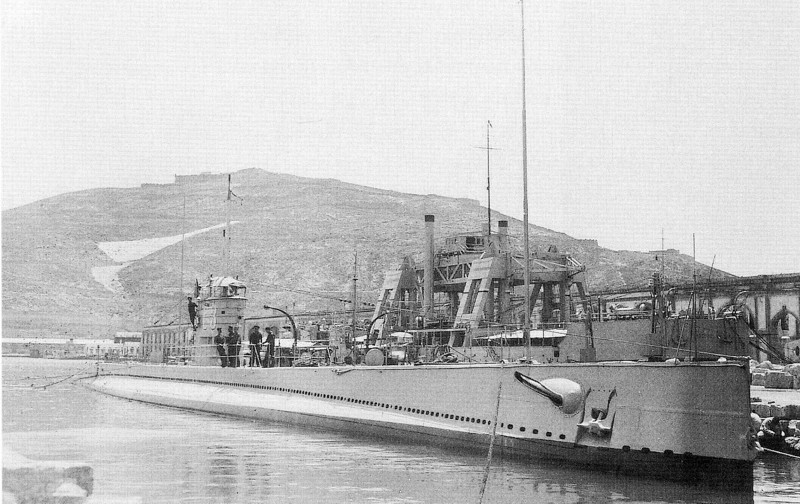
غواصة C3 بجوار سفينة إنقاذ غواصة Kanguro.

في ميناء طنجة الدولي نقص الوقود في البارجة خايمي الأول والطرادات ليبرتاد وميغيل دي سرفانتس، فطلبوا من لجنة المراقبة الدولية في المدينة اعطائهم النفط والفحم، لكنهم رفضوا مساعدتهم (اتهم الجنرال فرانكو من تطوان الأسطول المتمرد بأنهم قراصنة حتى لا يتلقوا أي نوع من المساعدة)، ثم ذهبت تلك السفن ومعها المدمرات شوروكا وسانشيز باركيزتيغي وألميرانتي فرنانديز وسفن أخرى (كانوا أيضًا في طنجة لعدم وجود ميناء موالي للحكومة في منطقة المضيق) إلى مستعمرة جبل طارق البريطاني حيث وصلوا ليلة 21 يوليو، لكن أيضا لم ينالوا وقودًا بعد استشارة سلطات جبل طارق مع الحكومة المركزية في لندن (مرة أخرى تدخل الجنرال فرانكو على وجود الأسطول الجمهوري باتهامهم بالشيوعية الصريحة). وأخيرًا جاءت ناقلة نفط مرسلة من مالقة لتعبئة السفن، فوصلت الميناء صباح 23 يوليو.
تلقى الطراد الإسباني منديز نونيز الموجود في مستعمرة غينيا الاستوائية أوامر بالعودة إلى إسبانيا. وعندما اقترب من جزر الكناري تلقى قائدها القبطان ترينيداد ماتريس غارسيا رسائل من المتمردين في الأرخبيل بالانضمام إلى الانتفاضة، فتمكن بالبوا من التقاط الإرسال في مدريد، فأمرت الحكومة ماتريس بالعودة إلى ميناء فرناندو بو. وعندما وصل إلى هناك أزيح من القيادة وأنزل مع ضباط آخرين. ثم أبحرت منديز نونيز إلى إسبانيا ولكن في دكار هرب سباحة اثنان من ضباط القيادة الثلاثة. وأخيرًا وصلت إلى ملقة في 21 سبتمبر، لتنضم إلى بقية الأسطول الجمهوري.
كما أمرت الغواصات إسحاق بيرال (C-1) و C-3 و C-4 و B-1 بالذهاب إلى المضيق، ولكن عندما اشتبه أطقم الغواصات في موقف الضباط، تمردوا عليهم وقبضوا على ضباط الغواصة C-6 عندما رست في ملقة. كما تُركت الغواصات السبع الأخرى في الجانب الحكومي عندما فشلت الانتفاضة في قواعد كارتاخينا وماهون البحرية.

### التمرد في القواعد البحرية
انتصرت الانتفاضة بسرعة في قاعدة قادس البحرية، بفضل قوات النظاميين التي جلبتها المدمرة شوروكا من سبتة، والعمل الحازم لزعماء المؤامرة في القاعدة وحاكم قادس العسكري الجنرال لوبيز بينتو، الذين منعوا أي انتفاضة لعمال بناء السفن أو البحارة. بفضل السيطرة على القاعدة، كان المتمردون في حوزتهم الطراد República، الذي كان خاضعًا لإصلاحات كبيرة، لذلك لم يدخل الخدمة حتى سنة 1938، والقوارب الحربية Cánovas و Lauria بعد سحق تمرد طاقمهم، وسفينتين لخفر السواحل الكازار والعرائش، اللتان لم تتمردا.
في قاعدة كارتاخينا، لم تنجح الانتفاضة لأنه على عكس قادس، كان القادة البحريون يفتقرون إلى القرار ولأن الجنرال مارتينيز كابريرا، الحاكم العسكري في كارتاخينا ظل مخلصًا للحكومة، وكذلك رئيس قاعدة لوس ألكاثاريس الجوية القريبة. إن استسلام قاعدة سان خافيير البحرية في الساعات الأولى من يوم 19 يوليو ووصول المدمرة ألميرانتي فالديس في الساعة الخامسة من نفس اليوم أدى إلى فشل التمرد. وهكذا كانت المدمرة لازاجا، التي كانت راسية هناك والمدمرات الستة التي كانت قيد الإنشاء في الجانب الحكومي، قد انضمت إلى المدمرات التي تمرد أطقمها ضد ضباطهم المتآمرين ولم تتمرد المدمرة ليبانتو، جعلت الأسطول بأكمله من المدمرات -باستثناء واحدة- لا يزال إلى جانب الحكومة، بالإضافة إلى أربعة زوارق طوربيد وخفر السواحل وثلاث غواصات إلى جانب العديد من السفن المساعدة.

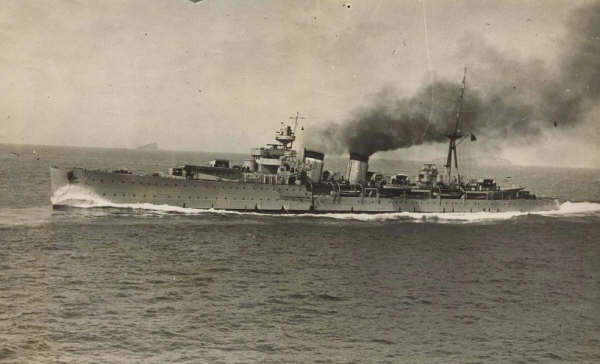
الطراد الخفيف ألميرانتي سيرفيرا في فترة التجربة (لا يزال بدون أسلحة) حوالي سنة 1925.

في قاعدة فيرول البحرية تلقى نائب الأدميرال إنداليسيو نونييز كويجانو رئيس القاعدة المعين حديثًا رسالة فرانكو من جزر الكناري صباح يوم السبت 18 يوليو، لكنه لم يقرر إعلان حالة الحرب، على الرغم من أنه عندما طلبت منه مدريد ردًا بسبب موقفه، قال بأنه متضامن مع الجيش، فتم فصله فورًا واستبداله بالقائد الثاني، الأدميرال أزارولا الذي أعلن نفسه خاضعا للحكومة. ثم تمرد طاقم الطراد ألميرانتي سيرفيرا لكنه فشل في إخراج السفينة من الحوض الجاف، على الرغم من أنها بدأت في إطلاق النار من مدافعها. وأخيرًا قصف الطيران البحري من قاعدة مارين التمرد، مما أدى إلى استسلام السفينة فقتل قبطان الطراد وضابط آخر وستة عشر عضوًا من طاقم السفينة. وأيضا تمرد طاقم البارجة إسبانيا، وهم في الحوض الجاف، ولكن هذا لم يكن في وضع يمكنها من استخدام مدفعيتها حتى استسلمت ألميرانتي سيرفيرا، وحقيقة أن السفينة الثالثة التي كانت في القاعدة، وهي المدمرة فيلاسكو لم تقم بأعمال شغب، لم يترك لهم أي خيار سوى الاستسلام. خلال التمرد مات القائد وثلاثة ضباط في السفينة، مما جعل القمع أكثر شدة من قمع ألميرانتي سيرفيرا: تم إطلاق النار على 37 من أفراد الطاقم. أما السفن التي تمكنت من الخروج من القاعدة فهم الطوربيد T-7 وسفينة خفر السواحل شفشاون، ولكن تم القبض على الأولى من قبل سفينة خفر السواحل المتمردة Uad-Martín وأعادتها إلى فيرول.
في قاعدة ماهون في جزيرة مينوركا كان الوضع طبيعيًا عندما أقلعت طائرة الجنرال غوديد المائية من بالما دي مايوركا إلى برشلونة لقيادة تمرد برشلونة وترافقه ثلاثة طائرات مائية. وبعد فترة وجيزة جرت محاولة تمرد ولكن أخمدت، حيث تمردت أطقم الغواصات التي كانت قاعدتها هناك لأن الضباط وافقوا على رسالة تلغراف الجنرال فرانكو الراديوية الصادرة من جزر الكناري. وهكذا أصبحت القاعدة وجميع غواصاتها B-1 (تحت الإصلاح) و B-2 و B-3 و B-4 بيد الحكومة.

### التمرد في غينيا الإسبانية
في 19 سبتمبر 1936، أي بعد شهرين من تمرد يوليو ثار الحرس الاستعماري [الإنجليزية] بقيادة المقدم لويس سيرانو حاكم جزيرة فرناندو بو وانضمت الجزيرة إلى الجبهة القومية. وكانت السفينة التجارية «فرناندو بو» التي كانت حلقة وصل بين إسبانيا وغينيا الإسبانية تقوم بنقل البنادق والسلاح لمقاتلي الجبهة الشعبية، وجدت نفسها في المياه المتوسطة بين جزيرة سانتا كاتارينا [الإنجليزية] وباتا، فالجزء القاري للمستعمرة ظل مواليًا للجمهورية في ذلك الوقت. ثم وصلت برقيات من كلا المكانين تخبر السفينة أن المدينة المقابلة موالية للحكومة وأن العكس هو في ثورة. في مواجهة الجهل بالواقع، قررت سفينة «فرناندو بو» إرسال برقية إلى مدريد مستفسرة عن الوضع، كي يسمح لها معرفة الوضع. ثم توجهت السفينة إلى باتا، عندها اكتشف متمردو الحرس الاستعماري الذين كانوا ينتظرون الأسلحة وقنابل محلية الصنع تغيير مسارها، وأدركوا بانعدام وسائل النقل.
ولكن قبلها ببضعة أسابيع صعد 200 متطوع من جبهة المتمردين على متن السفينة «سيوداد دي ماهون» في جزر الكناري، مسلحين بمدفع وتتبعوا عن كثب «فرناندو بو»، حيث وصلوا باتا بعد 9 أيام من وصول السفينة فرناندو بو. ثم جرت معركة صغيرة، فتخلى طاقم «فرناندو بو» عنها. ولكن السفينة قد أصابتها قذيفة، فأصبحت في اليوم التالي في قاع المياه، وسقطت باتا في أيدي «القوميين» بحيث أصبحت المستعمرة بأكملها تحت سيطرتهم، كما جرى مع مستعمرات الصحراء الغربية وإفني.

## التوازن النهائي
بعد التمرد، كانت جميع القوات البحرية الإسبانية إلى جانب حكومة الجمهورية: البارجة خايمي الأول (دخلت الخدمة سنة 1914)؛ الطرادات الخفيفة Libertad (دخلت الخدمة سنة 1925)، وميغيل دي سرفانتس (دخلت الخدمة سنة 1928) ومنديز نونيز (دخلت الخدمة سنة 1923)؛ ستة عشر مدمرة في الخدمة أو على وشك التسليم؛ سبعة زوارق طوربيد. اثنا عشر غواصة (من غواصة إسحاق بيرال C-1 إلى C-6 ومن B-1 إلى B-6)؛ زورق مدفعية وأربعة سفن خفر السواحل وتقريبًا جميع الطائرات البحرية.
من ناحية أخرى، لم يكن لدى الجانب المتمرد سوى ثلاث سفن مهمة: البارجة إسبانيا (دخلت الخدمة سنة 1913 وكانت في يوليو 1936 في حوض جاف)؛ الطراد الخفيف Almirante Cervera (دخل الخدمة سنة 1928) والمدمرة Velasco (دخلت الخدمة سنة 1923). كما قامت بالاستيلاء على الطراد الخفيف ريبوبليكا الذي أعيد تسميته بـ نافارا، (دخل الخدمة سنة 1920) ولكن هذا كان تحت الإصلاح ولم يدخل الخدمة حتى وقت متأخر جدًا من الحرب، أي في أغسطس 1938. بالإضافة إلى ذلك، كان بحوزة المتمردين خمسة زوارق طوربيد وثلاثة زوارق حربية وخمسة من سفن حرس السواحل ولكن ليس لديها غواصات. وقد تم تعويض هذا النقص من خلال سيطرة المتمردين على حوض بناء السفن الرئيسي في فيرول، حيث تم الانتهاء عمليًا من طراد كانارياس الثقيل (الذي دخل الخدمة في سبتمبر 1936)، وأخرى على وشك التسليم «البليار» (دخلت الخدمة في ديسمبر 1936)، إلى جانب استيلائهم على منجمين من مناجم إسبانيا.